# Diepenring

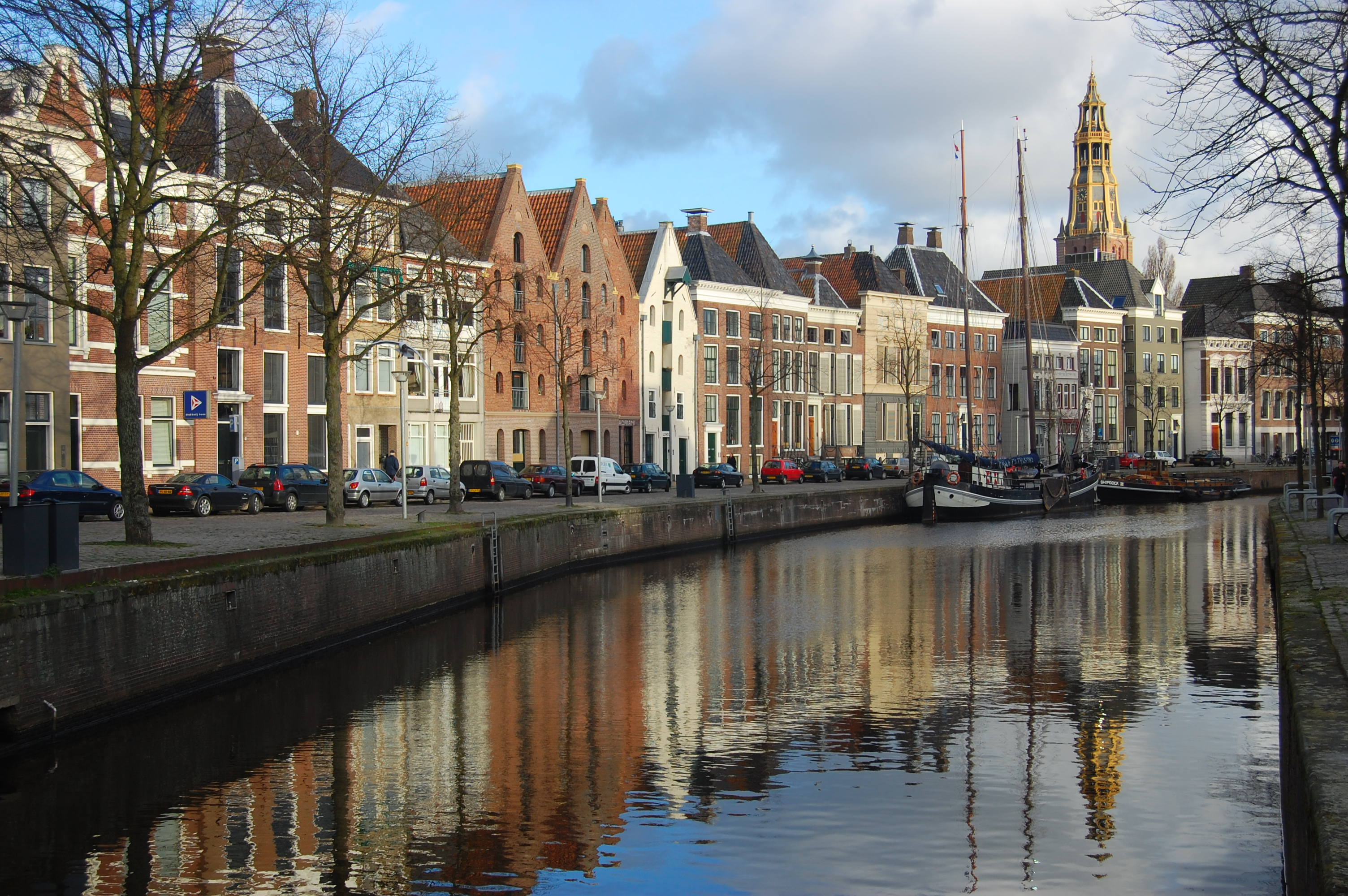
Hoge der Aa

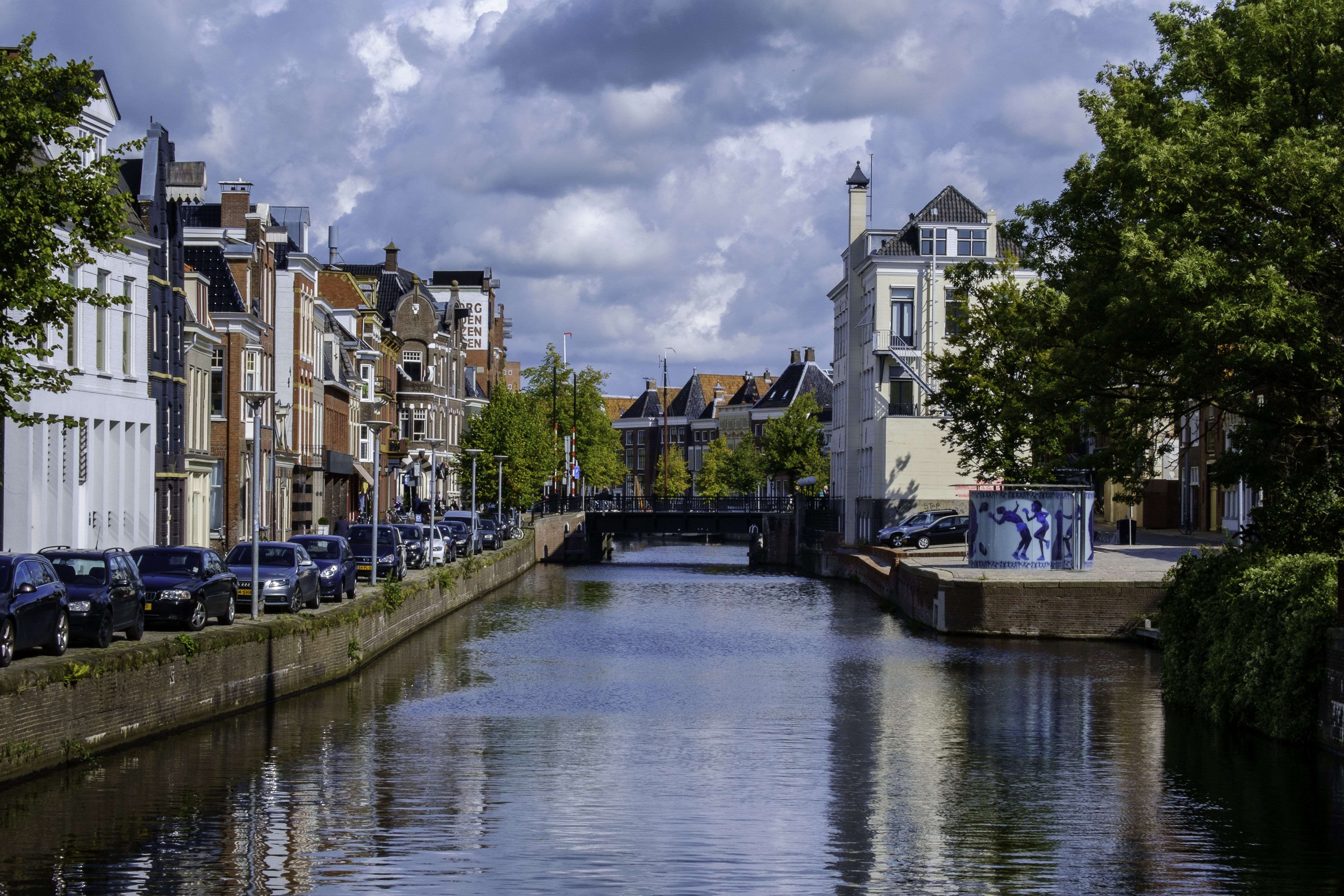
De A met op de achtergrond de A-brug, gezien vanaf de Museumbrug. Links de Pottebakkersrijge en rechts de Kleine der A met het door Erwin Olaf en Rem Koolhaas ontworpen openbaar toilet.

De Diepenring is de aanduiding voor de ring van diepen met natuurlijke afwatering rond de Nederlandse stad Groningen. Een diep is de benaming die zowel aan sommige kanalen als aan natuurlijke vaarwaters wordt gegeven. De aanduiding heeft betrekking op de waterdiepte, die meer is dan een watergang die voor de ontwatering is bedoeld. Deze extra diepte maakt scheepvaart mogelijk.
De Diepenring bestaat uit (met de klok mee, beginnend bij de Noorderhaven):
- de Noorderhaven
van de Visserbrug tot de Kijk in 't Jatbrug
- het Lopende diep
tot de Boteringebrug
- de Spilsluizen
tot de Ebbingebrug
- de Turfsingel
tot de Sint-Jansbrug (hierover ligt bij de Prinsentuin ook de Maagdenbrug)
- het Schuitendiep
tot de Steentilbrug (hierover ligt ook de Poelebrug en de Kattenbrug)
- het Gedempte Kattendiep (zoals de naam al zegt: gedempt)
- het Gedempte Zuiderdiep (gedempt)
- de Reitemakersrijge (gedempt)
- de A met als straatnamen: Pottebakkersrijge en Kleine der A
van de Museumbrug tot de A-brug
- de A met als straatnamen: Hoge der A en Lage der A
tot de Visserbrug

De namen Hoge en Lage der Aa verwijzen naar de hoogte van de loskade. Toen Groningen via het Reitdiep nog in open verbinding stond met de zee, was de eb- en vloedwerking tot in de stad te merken. Met hoogwater loste men aan de Hoge der Aa, met laagwater aan de overzijde. Deze vloedkades bevinden zich ook in de Noorderhaven, het Lopendediep en de Spilsluizen.
Het Schuitendiep is verbonden met de Oosterhaven en met het Eemskanaal. De A met de Zuiderhaven en het Noord-Willemskanaal. De verbinding tussen beide kanalen heet het Verbindingskanaal en wordt (hoewel geen "echte" gracht) ook wel tot de Diepenring gerekend.

## Verkeerscirculatieplan
In 1977 werd het Groningse verkeerscirculatieplan in gebruik genomen. Achterliggende gedachte van dit plan was het autoluw maken van de Groninger binnenstad door het verhinderen van doorgaand verkeer door het centrum.
Dit werd gerealiseerd door de binnenstad in te delen in vier kwadranten of sectoren. Door aanpassingen aan het stratenplan werd het automobilisten, maar niet fietsers, onmogelijk gemaakt van de ene sector naar de andere te reizen. Om toch in een andere sector te komen moest de automobilist eerst terug naar de Diepenring en werd aldus verplicht een omweg te maken.

## Een diepje om
In de 19e eeuw werd de uitdrukking 'een diepje om gaan' gebruikt om de wandeling om de stad mee aan te duiden. In het zuiden ging deze wandeling langs het nog niet gedempte Kattendiep en Zuiderdiep. De wandeling is nog steeds te maken en duurt ongeveer een uur (kleine 3 km).